# 浦河郡
浦河郡（日语：／ Urakawa gun */?）為日本北海道日高振興局的郡，位於日高振興局中部。
郡名源自阿伊努語的「urar-pet」（有霧的河川）。

## 轄區
轄區包含1町：
- 浦河町

## 沿革

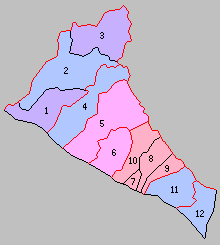
北海道一・二級町村制施行時浦河郡下辖町村（7.浦河町 8.西舎村 9.杵臼村 10.荻伏村 赤：浦河町）

- 1869年8月15日：北海道設置11國86郡，日高國浦河郡成立。
- 1897年11月：北海道實施支廳制，浦河郡隸屬浦河支廳之管轄，此時浦河郡下轄浦河村、後鞆村、向別村、井寒台村、西舎村、幌別村、杵臼村、荻伏村、姊茶村、野深村、後邊戶村。[2]（11村）
- 1902年4月1日：（1町3村）
  - 浦河村、後鞆村、向別村、井寒台村合併為浦河町，並成為北海道二級町。
  - 西舎村和幌別村的部分地區合併為西舎村，並成為北海道二級村。
  - 杵臼村和幌別村的部分地區合併為杵臼村，並成為北海道二級村。
  - 荻伏村、姊茶村、野深村、後邊戶村合併為荻伏村，並成為北海道二級村。
- 1915年4月1日：西舍村、杵臼村并入浦河町，並成為北海道一級町。(1町1村)
- 1932年：浦河支厅改名為日高支廳。
- 1943年6月1日：北海道一級二級町村制廢止，荻伏村改為內務省指定村。
- 1946年10月5日：指定町村制廢止。
- 1956年9月30日：荻伏村被併入浦河町。(1町)